# Яростув
Яростув (пол. Jarostów, нім. Eisendorf) — село в Польщі, у гміні Уданін Сьредського повіту Нижньосілезького воєводства.
Населення — 134 особи (2011).
У 1975-1998 роках село належало до Легницького воєводства.

## Демографія
Демографічна структура станом на 31 березня 2011 року:
|          | Загалом | Допрацездатний вік | Працездатний вік | Постпрацездатний вік |
| -------- | ------- | ------------------ | ---------------- | -------------------- |
| Чоловіки | 67      | 13                 | 48               | 6                    |
| Жінки    | 67      | 17                 | 34               | 16                   |
| Разом    | 134     | 30                 | 82               | 22                   |